# 220886 Lauren-Yuill
220886 Lauren-Yuill este o planetă minoră (asteroid), cu un diametru de 3,48 km, din centura de asteroizi. A fost descoperită pe 14 decembrie 2004 la Catalina Station⁠(d) de Catalina Sky Survey. 
Obiectul prezintă o orbită caracterizată de o semiaxă mare de 3,1068754932338 UAi, o excentricitate de 0,20444375052995, o înclinație de 17,748978774833 ° în raport cu ecliptica.